# Aimee Mulkern
Aimee Mulkern (1977) è un'ex sciatrice alpina statunitense.

## Biografia
La Mulkern, specialista delle prove tecniche originaria di Magnolia di Gloucester e sorella di Shaina, a sua volta sciatrice alpina, in Nor-Am Cup ottenne il miglior piazzamento il 6 gennaio 1995 a Mont Orford in slalom speciale (4ª) e prese per l'ultima volta il via il 3 gennaio 1999 a Sugarbush in slalom gigante (20ª). Si ritirò durante la stagione 2000-2001 e la sua ultima gara fu uno slalom gigante universitario disputato l'11 febbraio a Dartmouth; non debuttò in Coppa del Mondo né prese parte a rassegne olimpiche o iridate.

## Palmarès

### Nor-Am Cup
- Miglior piazzamento in classifica generale: 4ª nel 1996[senza fonte]